# ناحیه گولد، شهرستان بورا، ایلینوی
ناحیه گولد، شهرستان بورا، ایلینوی (به انگلیسی: Gold Township) یک منطقهٔ مسکونی در ایالات متحده آمریکا است که در شهرستان بورا، ایلینوی واقع شده‌است. ناحیه گولد ۱۸۰ نفر جمعیت دارد و ۱۸۷ متر بالاتر از سطح دریا واقع شده‌است.